# Palestina imágenes robadas
 Palestina imágenes robadas  es una película documental coproducción de Argentina y Reino Unido filmada en colores dirigida por Rodrigo Vázquez (director) sobre su propio guion que se estrenó el 19 de septiembre de 2019. 

## Sinopsis
Una película militante sobre la causa palestina realizada por argentinos que es encontrada en Cuba es el detonante de una exploración de las historias paralelas de las guerrillas palestina y latinoamericana en forma de film-ensayo. La película utiliza material filmado por el autor desde el 2001 hasta hoy relativo a los conflictos ocurridos en Colombia y en Paletina, combina entrevistas con líderes históricos de la guerrilla, escenas registradas en los frentes de guerra y material de archivo inédito.

## Comentarios
Alejandro Lingenti en La Nación escribió:

”Aprovechando con inteligencia un material de archivo realmente impactante, esta película-ensayo intenta tender un puente entre la resistencia armada en Palestina y algunas de las que se han desplegado en América Latina (la del Ejército de Liberación Nacional colombiano, por ejemplo)...Rodrigo Vázquez, cineasta argentino que ha trabajado para la BBC, supo cómo desarrollar un apasionante relato polifónico en el que las entrevistas a históricos líderes palestinos se cruzan con registros directos del conflicto que los enfrenta con Israel en un territorio en plena disputa.”